# Орикс и Коростель
«Орикс и Коростель» (англ. Oryx and Crake) — роман 2003 года канадской писательницы Маргарет Этвуд. Автор назвала роман спекулятивной фантастикой и приключенческим романом, а не чистой научной фантастикой, потому что в нём нет вещей, «которые мы ещё не можем сделать или начать делать», но в то же время он выходит за рамки реализма, который она ассоциирует с формой романа. В центре романа — одинокий персонаж по имени Снежный человек, оказавшийся в мрачной ситуации, компанию которому составляют только существа, называемые Дети Коростеля. Читатель узнаёт о его прошлом, когда он был мальчиком по имени Джимми, и о генетических экспериментах и фармацевтической инженерии, которые проводились под руководством сверстника Джимми, Глена «Коростеля».
Впервые книга была опубликована издательством McClelland and Stewart. В 2003 году роман вошёл в шорт-лист Букеровской премии, а в 2004 году — в шорт-лист Литературной премии «Оранж». Книга «Орикс и Коростель» первая часть «Трилогии Беззумного Аддама», за которой следуют «Год потопа» (2009) и «Беззумный Аддам» (2013).

## Сюжет
Главный герой романа — персонаж по имени «Снежный человек», живущий в постапокалиптическом мире по соседству с небольшой группой примитивных и невинных человекоподобных существ, которых он называет Детьми Коростеля. Герой вспоминает, что когда-то он был мальчиком по имени Джимми, который вырос в мире, где доминировали транснациональные корпорации, построившие привилегированные закрытые комплексы, чтобы изолировать и защитить своих сотрудников и их семьи от деградирующего внешнего общества. Компании занимались разработкой и продажей передовых технологий, таких как медицинские препараты и генетически выведенные гибридные животные, но теперь людей не видно, а комплексы превратились в руины.
Снеговик решает вернуться к руинам комплекса RejoovenEsense в поисках припасов, несмотря на то, что его путешествие чревато опасностями, включая одичавшие популяции гибридных животных. Он придумывает объяснение для Детей Коростеля, которые считают его учителем, и начинает свою экспедицию по поиску еды.
Из воспоминаний Снежного человека мы узнаём как семья Джимми переезжает в комплекс Хелтвайзер, где его отец работает генным инженером. Джимми подружился с Гленном, студентом-естествоиспытателем. Джимми начинает называть его Коростелем, когда тот использует это имя в онлайн-игре «Вымирание». Джимми и Коростель проводят большую часть свободного времени, играя в онлайн-игры, куря и просматривая подпольные видео. Во время одного из просмотров Джимми влюбляется в девушку с пристальным взглядом.
После окончания школы Коростель поступает в Институт Уотсона-Крика, где изучает передовую биоинженерию, а Джимми оказывается в ненавистной Академии Марты Грэм, где студенты изучают гуманитарные науки, ценящиеся только за их пропагандистское применение. Джимми получает работу по написанию рекламных текстов, а Коростель становится биоинженером в компании RejoovenEsense. Коростель использует своё положение для создания мирных, нежных, травоядных гуманоидов, которые вступают в половую связь только во время ограниченных сезонов размножения. Заявленная цель создания таких гуманоидов, на самом деле являющаяся преднамеренным обманом, заключается в создании «моделей» всех возможных вариантов, которые семья может выбрать для генетических манипуляций со своими будущими детьми. Команда биоинженеров Крейка состоит из самых опытных игроков, собранных в онлайн-сообществе «Вымирания».
Коростель рассказывает Джимми о другом очень важном проекте — супертаблетке, похожей на виагру, которая также обещает здоровье и счастье, но втайне вызывает стерилизацию, чтобы решить проблему перенаселения. Коростель нанимает Джимми для помощи в продвижении препарата на рынок. В комплексе Реджоув Джимми замечает человека в окружении Коростеля и думает, что узнаёт в ней девушку из видео. Коростель объясняет, что её зовут Орикс и что он нанял её в качестве учителя для своих «моделей». Орикс замечает чувства Джимми к ней и вступает с ним в отношения, несмотря на то, что она также является партнёром Коростеля. По мере развития их отношений Джимми всё больше опасается, что Коростель узнал об этом или знал всё это время. Он даёт обещание Орикс и Коростелю, что присмотрит за его «моделями», если с ними что-нибудь случится.
После масштабного распространения препарата Коростеля начинается глобальная пандемия, которая уничтожает человеческую расу и приводит к хаосу за пределами защищённого комплекса Реджоув. Понимая, что пандемия была намеренно спровоцирована Коростелем и распространена путём включения её в состав таблеток, и предчувствуя дальнейшую непосредственную опасность, Джимми хватает пистолет и отправляется на встречу с Коростелем, который возвращается с Орикс из-за пределов комплекса и требует, чтобы Джимми впустил их внутрь. Коростель представляется Джимми, обнимая бессознательную Орикс, и говорит, что у него и Джимми иммунитет к вирусу. Джимми впускает их, после чего Коростель перерезает ножом горло Орикс. Джимми тут же стреляет в Коростеля.
Во время путешествия Снежного человека за припасами он сталкивается с агрессивными гибридными животными и отступает в комплекс RejoovenEsense. Он находит несколько признаков того, что другие люди выжили — видит дым на горизонте недалеко от лагеря и слышит голоса в радиоприемниках лагеря. Выпив содержимое бутылки бурбона, он по неосторожности разбивает её и режет ногу об осколок стекла. В порез попадает инфекция. Лечение раны найденными лекарствами приносит первые успехи, но позже инфекция снова усиливается. Он возвращается в лагерь Детей Коростеля и узнаёт, что трое других людей недавно встретили Детей Коростеля и расположились лагерем неподалёку. Снежный человек следует за дымом туда, где они собрались вокруг костра. Он не знает, что делать, и решает убить их. Вопрос о том, представится ли он или тихо убежит, и что произойдет после этого, остаётся открытым в конце книги.

## Центральные персонажи
- Снежный человек (первоначально Джимми), главный герой; история рассказывается с его точки зрения. Имя «Снежный человек» — сокращение от «мерзкий снежный человек», отсылка к Йети, мифическому существу из Гималаев. Для онлайн-игры «Вымирание» Джимми временно носит кодовое имя «Thickney» (австралийская авдотка, Burhinus grallarius), которое Коростель выбирает для Джимми по имени австралийской птицы, известной тем, что она обитает на кладбищах.
- Коростель (первоначально Гленн), — друг детства Джимми; отличник в школе, становится блестящим генетиком и в конечном итоге безумным ученым. Он разрабатывает план по избавлению Земли от Homo sapiens и замене разрушительного, плохо продуманного вида на более мирную и экологически чистую версию. Его имя в игре «Вымирание» происходит от имени небольшой австралийской птицы — Трёхцветного полосатого погоныша. В эссе Робина Эллиота об Этвуд он объясняет параллели между Гленном и знаменитым пианистом Гленном Гульдом: в романе говорится, что Гленн назван в честь знаменитого пианиста, а Этвуд объяснила, что у Гленна синдром Аспергера, который, как подозревают, был и у Гульда[6][7].
- Орикс — загадочная женщина, которую Джимми и Коростель узнали как девушку на видео. Коростель нанимает ее для оказания сексуальных услуг и в качестве учителя для Детей коростеля, но тайно она становится и любовницей Джимми. После катастрофы воспоминания о ней продолжают преследовать Снежного человека. Её имя происходит от орикса, африканской антилопы: «Это даже не её настоящее имя, которого он все равно никогда не знал; это всего лишь слово. Это мантра» (с. 110). По описанию, она, скорее всего, родом из Южной или Юго-Восточной Азии.
- Шэрон — мать Джимми. Когда-то она, как и её муж, работала в OrganInc, но оставила работу из-за нервного срыва, связанного с её неприятием бизнеса биокорпораций. Она в состоянии депрессии и часто ссорится с отцом Джимми. Джимми добивается внимания матери, но она проводит большую часть времени, сидя в халате и куря. В конце концов, Шэрон сбегает из комплекса «Хелтвайзер», бросив сына и забрав его любимого генетически модифицированного питомца скунота (генетическое слияние енота и скунса). Она присоединяется к различным подпольным оппозиционным группам и становится объектом охоты смертоносной корпоративной службы безопасности CorpSeCorps. Джимми страдает из-за отсутствия матери, его часто навещают инспекторы CorpSeCorps, пытающиеся отследить её местонахождение.
- Отец Джимми, не названный в книге, работает учёным сначала в OrganInc, а затем в HelthWyzer. Принимает активное участие в разработке генетически модифицированных свиней, которые производят органы для пересадки людям. Он более прагматично относится к морали генетического сращивания, чем его жена. После того, как мать Джимми покидает лабораторию, он завязывает отношения со своим лаборантом Рамоной, и в конце концов они женятся.
- Рамона — один из лаборантов отца Джимми. Рамона, Джимми и отец Джимми часто ходят вместе обедать. Когда отец Джимми уходит из OrganInc, чтобы занять новую должность в HelthWyzer, Рамона переезжает вместе с ним. После загадочного ухода матери Джимми, Рамона переезжает к нему и берет на себя роль матери в жизни Джимми.

## История создания
Маргарет Этвуд начала писать этот роман гораздо раньше, чем ожидала, находясь в книжном туре, посвященном её предыдущему роману «Слепой убийца». В марте 2001 года Этвуд оказалась на севере Австралии, наблюдая за птицами вместе со своим партнером во время перерыва в книжном туре. Здесь, наблюдая за Трёхцветными полосатыми погонышыми (в ориг. red-necked crakes) в их естественной среде обитания, её посетило вдохновение для написания рассказа. Однако Этвуд объяснила, что это произведение также стало результатом того, что она всю жизнь размышляла над подобным сценарием, а также того, что в детстве она много времени проводила с учёными. Она пишет:
Несколько моих близких родственников - учёные, и главной темой ежегодного семейного рождественского ужина, скорее всего, будут кишечные паразиты или половые гормоны у мышей, или, если это вызывает у неученых тошноту, природа Вселенной

Этвуд пишет роман в течение лета 2001 года, посещая Северную Арктику и наблюдая влияние глобального потепления на этот регион. Однако, потрясенная терактами 11 сентября, она прекратила писать на несколько недель осенью, сказав: «Это глубоко тревожно, когда ты пишешь о вымышленной катастрофе, а потом происходит реальная». Однако, несмотря на надвигающиеся вопросы о концовке, Этвуд закончила роман в 2003 году. Эти вопросы в романе «Орикс и Коростель», по словам Этвуд, сводятся к следующему: «Что, если мы продолжим идти по дороге, на которой уже находимся? Насколько скользким будет склон? Каковы наши спасительные милости? У кого хватит воли остановить нас?».

## Отсылки к другим произведениям
Обложка некоторых изданий содержит часть левой панели картины Иеронима Босха «Сад земных наслаждений». Обложка других изданий содержит измененную часть картины Лукаса Кранаха (Старшего) «Падение».
В первой главе Снежный человек произносит цитату из романа Курта Воннегута «Бойня номер пять»:
«Именно строгое следование распорядку дня способствует поддержанию хорошего морального состояния и сохранению рассудка», — говорит он вслух. У него такое чувство, что он цитирует какую-то книгу, какое-то устаревшее, громоздкое предписание, написанное в помощь европейским колонистам, управляющим плантациями того или иного типа.
Одно из размышлений Снежного человека: «Теперь я один […] Совсем, совсем один. Alone on a wide, wide sea» является аллюзией на четвертую часть «Сказания о старом мореходе» Сэмюэля Кольриджа.
В пятой главе (с подзаголовком «Бутылка») герой говорит: «Out, out, brief candle» из пьесы Уильяма Шекспира «Макбет».
Коростель, как и Гамлет, узнаёт, что его отец, вероятно, был убит его матерью и отчимом. Как и Гамлет, он замышляет отомстить за него.
В книге несколько раз упоминается зеленый флуоресцентный белок. Дети Коростеля описываются с зелеными глазами, полученными из белка медузы, что указывает на то, что Коростель использовал этот ген при их создании. Зелёные кролики — дикие животные в вымышленном мире, намекают на Альбу, кролика, созданного учёным Луи-Мари Удебином с геном gfp, чтобы он светился зелёным цветом.

## Критика
Книга получила в основном благоприятные отзывы в прессе. Globe and Mail, Maclean's и Toronto Star поставили роман на первое место среди произведений Этвуд, а Хелен Браун из Daily Telegraph пишет: «Биоинженерный апокалипсис, который представляет себе автор, безупречно исследован и тошнотворно возможен: прямое следствие краткосрочной науки, опережающей долгосрочную ответственность. Как и постъядерный тоталитаризм „Рассказа служанки“, эта история происходит в обществе, которое читатели узнают и которое всего на несколько шагов опережает наше собственное». Лорри Мур из The New Yorker назвала роман «возвышенным и бесстрашным». Мур пишет: «С тональной точки зрения „Орикс и Коростель“ — это поездка на американских горках. Книга идёт от ужасающей мрачности, через одинокую скорбь, пока в середине не начинает спорадически заявлять о себе нездоровое веселье, как будто кто-то, измученный плохими новостями, истерически поддается хихиканью на похоронах». Джойс Кэрол Оутс отметила, что роман «более амбициозный и мрачно пророческий», чем «Рассказ служанки». Оутс назвала произведение «амбициозно озабоченным, искусно исполненным спектаклем».
Джоан Смит, написавшая для The Observer, отметила неровное построение романа и отсутствие эмоциональной глубины. Она заключила: «В конце концов, „Орикс и Коростель“ — это притча, образный текст для движения против глобализации, который не совсем работает как роман».
В рецензии на книгу «Год потопа» Урсула К. Ле Гуин защищает роман от критики его героев, предположив, что роман экспериментирует с компонентами моральных пьес.
5 ноября 2019 года BBC News включила «Орикс и Коростель» в «Список 100 самых влиятельных романов».
Компания Даррена Аронофски Protozoa Pictures разрабатывала телевизионную адаптацию всей «Трилогии Беззумного Аддама» под рабочим названием «MaddAddam». Аронофски должен был выступить исполнительным продюсером и, возможно, режиссёром, а сценарий написала Элиза Кларк. Ранее проект разрабатывался для компании HBO; в 2016 году Аронофски заявил, что телеканал больше не имеет к нему отношения, но подтвердил, что сценарии написаны и проект всё ещё находится в работе. В январе 2018 года Paramount Television и Anonymous Content объявили, что выиграли тендерную битву за права на трилогию и планируют выпустить сериал на телевидении или на видео по запросу. Ни одна сеть пока не согласилась транслировать сериал.

## Сиквелы
«Год потопа» был издан 7 сентября 2009 года в Великобритании и 22 сентября 2009 года в Канаде и США. Хотя в продолжении рассказывается о другом наборе персонажей, оно расширяет и проясняет отношения Коростеля с Орикс и Джимми с его школьной подругой Рен. Гленн появляется на короткое время. В книге также названы три персонажа, появившиеся в конце первой части, и завершена завязка.
Третья книга серии, «Беззумный Аддам», была опубликована в августе 2013 года.